# Gideon von Rudhart
Gideon Rudhart, seit 1875 Ritter von Rudhart (* 12. November 1833 in Passau; † 4. November 1898 auf Gut Schwaigwang bei Garmisch) war ein bayerischer Diplomat.

## Familie
Rudhart war ein Sohn des bayerischen Staatsrats und Regierungspräsidenten des Unterdonaukreises Ignaz Ritter von Rudhart und dessen Frau Ixenia. 1877 heiratete er in Dirmstein Viktoria, geb. von Borsari, verwitwete Edle von Putzbacher.

## Leben
Nach dem Abitur am Gymnasium in Passau (1851) studierte Rudhart Rechtswissenschaften in München und Heidelberg. In München wurde er Mitglied des Corps Franconia. Während seiner Studienzeit in Heidelberg erschoss er bei einem Pistolenduell einen Conkneipanten der Vandalia. Nach einem weiteren Semester in Berlin legte er in München das erste juristische Examen ab. 1857 bestand er die Staatsprüfung. Eine erste Anstellung erhielt er als Akzessist bei der Regierung von Oberbayern in München. Im Juni 1861 wurde er als Ministerialakzessist in das Staatsministerium des Königlichen Hauses und des Äußern berufen. 1865 war er vorübergehend Vertreter des Sekretärs bei der bayerischen Gesandtschaft in Rom. Am 1. Januar 1866 wurde er zum Ministerialsekretär ernannt, im Dezember 1867 zum Geheimen Legationssekretär. In dieser Stellung war er Kommissar der internationalen Ausstellung in München. Im Februar 1869 wurde Rudhart als Geheimer Legationssekretär der bayerischen Gesandtschaft in Paris überwiesen. Am 11. August 1869 wurde er Legationsrat mit dem Rang eines Königlich bayerischen Regierungsrats. Im Juli 1871 wurde er Geschäftsträger bei der französischen Republik in Paris, ab Januar 1872 zugleich dem belgischen Hof zugeteilt. Ab November 1874 war Rudhart Geheimer Legationsrat II. Klasse und ab 1. September 1877 Geheimer Legationsrat I. Klasse und Außerordentlicher Gesandter und Bevollmächtigter Minister am preußischen Hof.
1875 verlieh ihm König Ludwig II. das Ritterkreuz des Verdienstordens der Bayerischen Krone. Mit der Verleihung war die Erhebung in den persönlichen Adelstand verbunden und er durfte sich nach der Eintragung in die Adelsmatrikel „Ritter von Rudhart“ nennen.
Am 16. November 1880 wurde er Außerordentlicher Gesandter und Bevollmächtigter Minister am russischen Hof in St. Petersburg. Aus gesundheitlichen Gründen wurde er im März 1883 in den einstweiligen Ruhestand versetzt. Nach Besserung seines Gesundheitszustandes wurde er im Oktober 1886 Außerordentlicher Gesandter und Bevollmächtigter Minister in Dresden. Am 1. Dezember 1887 trat er in den dauernden Ruhestand, den er in München und zuletzt bei seiner Mutter auf dem Gut Schwaigwang bei Garmisch verbrachte.

## Auszeichnungen
- Kommandeurskreuz des Ordens der Französischen Ehrenlegion (1877)
- Kommandeurkreuz des belgischen Leopoldsordens (1877)
- Preußischer Kronenorden I. Klasse (1880)
- Russischer Sankt-Stanislaus-Orden I. Klasse (1883)
- Großkreuz des Sächsischen Albrechtsordens (1886)
- Großkomturkreuz des Verdienstordens vom Heiligen Michael (1887)